# Kazimierz Święs
Kazimierz Święs (ur. 23 września 1959 w Grybowie) – polski duchowny katolicki, doktor habilitowany nauk teologicznych, profesor nadzwyczajny Katolickiego Uniwersytetu Lubelskiego Jana Pawła II, specjalista w zakresie socjologii religii, socjologii wychowania i katolickiej nauki społecznej.

## Życiorys
Pochodzi z parafii św. Katarzyny Aleksandryjskiej w Grybowie. W latach 1979–1985 odbył studia filozoficzno-teologiczne w Wyższym Seminarium Duchownym w Tarnowie. W 1985 roku na Papieskim Wydziale Teologicznym w Krakowie na podstawie pracy pt. Stworzenie i początek świata w poglądach ks. Kazimierza Waisa napisanej pod kierunkiem ks. prof. Michała Hellera uzyskał tytuł magistra teologii. 26 maja 1985 roku z rąk bpa Jerzego Ablewicza przyjął w Tarnowie święcenia kapłańskie. Po święceniach pracował jako wikariusz w parafii św. Wojciecha w Szczawnicy. W latach 1988–1994 studiował w Wydziale Nauk Społecznych KUL. W 1994 na podstawie rozprawy pt. Wartości religijno-moralne młodzieży szkół średnich. Studium socjologiczne na przykładzie wybranych miast diecezji tarnowskiej napisanej pod kierunkiem ks. prof. Władysława Piwowarskiego otrzymał stopień naukowy doktora nauk humanistycznych w zakresie socjologii. W 2011 na podstawie dorobku naukowego oraz monografii pt. Przemiany religijności miejskiej w czasie transformacji systemowej uzyskał na Wydziale Teologii KUL stopień naukowy doktora habilitowanego nauk teologicznych.
Od 1993 roku jest nauczycielem akademickim w Katedrze Socjologii Religii Instytutu Teologii Pastoralnej KUL, której kierownikiem został w 2011 roku. W roku akademickim 2011/2012 pełnił funkcję dyrektora konwiktu księży studentów KUL. Od 2017 jest profesorem nadzwyczajnym KUL. Prowadził także zajęcia w innych jednostkach naukowo-dydaktycznych: w Wydziale Zamiejscowym Prawa i Nauk o Społeczeństwie KUL w Stalowej Woli(1995-1998), w Instytucie Teologicznym w Tarnowie (1996-1998), w Seminarium Duchownym Karmelitów Bosych w Lublinie (1996-2011). W latach 1998–2004 prowadził wykłady z katolickiej nauki społecznej, teologii pastoralnej i socjologii religii na Ukrainie (Lwów) i w Słowacji (Trnava, Różomberok).
Jest członkiem Polskiego Towarzystwa Socjologicznego, Stowarzyszenia Pastoralistów Polskich i Towarzystwa Naukowego KUL. W 2014 r. otrzymał godność Kanonika honorowego Kapituły kolegiackiej pw. Św. Wawrzyńca w Wojniczu.

## Wybrane publikacje
- D. Lipiec, K. Święs, Polskie drogi nowej ewangelizacji, Lublin 2014
- Przemiany religijności miejskiej w czasie transformacji systemowej, Lublin 2011[4]